# Tabaksteuer (Deutschland)
Die Tabaksteuer  wird in Deutschland auf Tabakwaren aller Art erhoben (seit 1906; seit 1993 nicht mehr auf Schnupf- und Kautabak; erhoben via Steuerzeichen) – aber nicht nur. Sie ist eine indirekte Steuer, eine Verbrauchsteuer, die nach Art. 106 Abs. 1 Nr. 2 GG dem Bund als Bundessteuer zusteht, und eine Mischform aus Mengensteuer und Wertsteuer. Rechtsgrundlage ist das Tabaksteuergesetz.

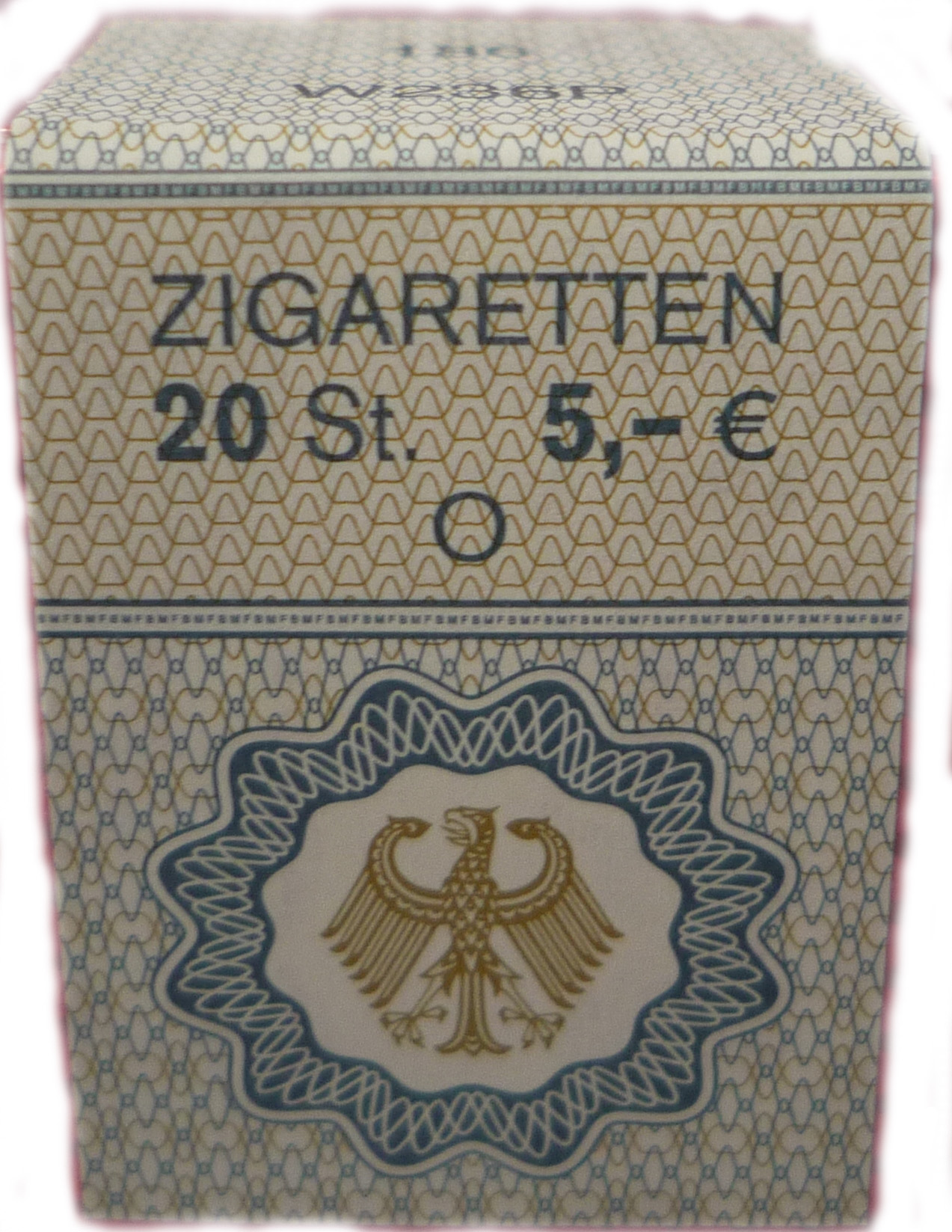
Steuerzeichen

In den letzten Jahren wurde die Tabaksteuer mehrfach angehoben. Beispielsweise wurde in den Jahren 2002 und 2003 die Steuer jeweils um 1 Cent pro Zigarette erhöht. Die Einnahmen betrugen im Jahr 2014 14,3 Milliarden Euro. 1970 waren es noch 6,5 Milliarden Euro. Damit ist die Tabaksteuer nach der Energiesteuer (früher: Mineralölsteuer) die ertragreichste Verbrauchsteuer. Im Jahr 2017 wurden über die Tabaksteuer in Deutschland 14,4 Milliarden Euro Steuern eingenommen; 2020 waren es 14,6 Milliarden Euro. Mit 12,3 Milliarden Euro stellt die Fertigzigarette den Hauptanteil. Im Jahr 2013 war jede neunte Zigarette (21,7 Milliarden Stück) gefälscht oder geschmuggelt, wodurch dem Staat 2,1 Milliarden Euro Steuereinnahmen entgingen. Die Tabaksteuer fließt ausschließlich dem Bundeshaushalt zu. Im Jahr 2006 flossen noch 4,2 Milliarden Euro aus der Tabaksteuer an die Krankenkassen, was mittlerweile vermindert wurde.
Wenn man sich ab Januar 2022 eine Schachtel Zigaretten (20 Stück) für 7 Euro kauft, werden insgesamt 4,68 Euro als Steuern abgeführt (3,56 Euro Tabaksteuer + 1,12 Euro Umsatzsteuer). Dies entspricht einem Anteil von 67 % des Kaufpreises. Bei niederpreisigen Produkten kann dies auf bis zu 75 % ansteigen. Da Teile der Steuern pro Zigarette berechnet werden, ist dieser Steueranteil pro Schachtel variabel.
Im Jahre 1906 wurden etwa eine Milliarde Zigaretten versteuert, etwa 1/10 der Menge von 2006.

## Rechtliche Grundlagen
Die Tabaksteuer wird auf Grundlage des Tabaksteuer-Gesetzes erhoben. Darin ist geregelt, welche Produkte versteuert werden müssen, wie diese definiert sind und wie hoch die jeweiligen Steuersätze sind. Den Rahmen bildet die Richtlinie 2011/64/EU des Rates vom 21. Juni 2011 über die Struktur und die Sätze der Verbrauchsteuern auf Tabakwaren, die zur europaweiten Harmonisierung geschaffen wurden. Um dieses Ziel zu erreichen, gelten EU-weite Definitionen für Tabakprodukte, eine einheitliche Steuer-Struktur sowie Mindeststeuern.

## Steuergegenstände
Der Tabaksteuer unterliegen:
| Steuergegenstand          | Beschreibung | gesetzliche Grundlage   |
| ------------------------- | --- | ----------------------- |
| Zigarren und Zigarillos   | Zum Rauchen geeignete Tabakstränge, die ganz aus natürlichem Tabak bestehen oder mit einem Deckblatt aus natürlichem Tabak versehen sind oder, wenn das Deckblatt aus rekonstituiertem Tabak besteht, ein Stückgewicht von mindestens 2,3 Gramm bis max. 10 Gramm haben.                               | § 1 Abs. 2 Nr. 1 TabStG |
| Zigaretten                | Tabakstränge, die sich unmittelbar zum Rauchen eignen und nicht Zigarren oder Zigarillos sind. Als Zigaretten oder Rauchtabak gelten auch Erzeugnisse, die statt aus Tabak ganz oder teilweise aus anderen Stoffen bestehen und die sonstigen Voraussetzungen für Zigaretten oder Rauchtabak erfüllen. | § 1 Abs. 2 Nr. 2 TabStG |
| Rauchtabak                | Feinschnitt und Pfeifentabak: geschnittener oder anders zerkleinerter oder gesponnener oder in Platten gepresster Tabak, der sich ohne weitere industrielle Bearbeitung zum Rauchen eignet. | § 1 Abs. 2 Nr. 3 TabStG |
| Erhitzter Tabak           | Stückweise und einzeln portionierter Rauchtabak, der dazu geeignet ist, durch Inhalation eines in einer Vorrichtung erzeugten Aerosols oder Rauches konsumiert zu werden. | § 1 Abs. 2a TabStG      |
| Wasserpfeifentabak        | Waren der Unterposition 2403 11 der Kombinierten Nomenklatur sowie Erzeugnisse für Wasserpfeifen, die keinen Tabak enthalten | § 1 Abs. 2b TabStG      |
| Feinschnitt               | Rauchtabak ist Feinschnitt, wenn mehr als 25 Prozent des Gewichts der Tabakteile weniger als 1,5 Millimeter lang oder breit sind. Pfeifentabak gilt als Feinschnitt, wenn er dazu bestimmt ist, zur Selbstfertigung von Zigaretten verwendet zu werden.                                                | § 1 Abs. 5 und 6 TabStG |
| Substitute (E-Zigaretten) | Substitute für Tabakwaren sind andere Erzeugnisse als oben genannte, die zum Konsum eines mittels eines Geräts erzeugten Aerosols oder Dampfes geeignet sind und nicht medizinischen Zwecken dienen.                                                                                                   | § 1b TabStG             |

Anmerkungen:
- Tabakabfälle sind Rauchtabak, wenn sie zum Rauchen geeignet und für den Einzelverkauf aufgemacht sind (§ 1 Abs. 4 TabStG).
- Als Zigarren oder Zigarillos gelten Erzeugnisse, die statt aus Tabak teilweise aus anderen Stoffen bestehen und die die sonstigen Voraussetzungen nach Absatz 2 Nummer 1 erfüllen (§ 1 Abs. 7 TabStG).
- Als Zigaretten oder Rauchtabak gelten Erzeugnisse, die statt aus Tabak ganz oder teilweise aus anderen Stoffen bestehen und die sonstigen Voraussetzungen nach Absatz 2 Nummer 2 oder Nummer 3 erfüllen und nicht medizinischen Zwecken dienen(§ 1 Abs. 8 TabStG).

Beispiele für Erzeugnisse, die in den Anmerkungen bezeichnet sind:
- Tabakfreier Wasserpfeifentabak (§ 1 Abs. 2b TabStG)
- Kräuterzigaretten[9]
- Für Shishapfeifen bestimmte Rauchpasten und Ice Drops[10]

## Höhe der Tabaksteuer
Bei der Tabaksteuer wird die Menge besteuert. Eine Besonderheit ist, dass zusätzlich auch der Wert der Ware für die Bemessung der Steuer herangezogen wird (§ 3 TabStG). Zur Berechnung der Tabaksteuer wird für jede Packung neben der Menge in Stück (bei Zigaretten, Zigarren und Zigarillos) bzw. in Gramm (Rauchtabak) der Kleinverkaufspreis benötigt. Diese Angaben werden auf dem Steuerzeichen aufgedruckt. Der Kleinverkaufspreis wird vom Hersteller oder Einführer als Einzelhandelspreis für Zigarren, Zigarillos und Zigaretten je Stück und für Rauchtabak je Kilogramm bestimmt. Er muss auf volle Euro und Cent lauten.

### Steuersatz von 1. Januar 2025 bis 31. Dezember 2025
| Steuergegenstand             | Steuersatz | Mindeststeuer                           |
| ---------------------------- | --- | --------------------------------------- |
| Zigaretten                   | 11,71 Cent/Stück plus 19,84 % des KVP                                                                                       | 24,163 Cent/Stück minus der Ust des KVP |
| Feinschnitt                  | 57,85 Euro/kg plus 17,2 % des KVP                                                                                           | 121,51 Euro/kg minus der USt des KVP    |
| Zigarren / Zigarillos        | 1,4 Cent/St plus 1,47 % KVP                                                                                                 | 7,504 Cent/Stück minus der USt des KVP  |
| Pfeifentabak                 | 15,66 Euro/kg plus 13,13 % KVP                                                                                              | 26 Euro/kg                              |
| Wasserpfeifentabak           | 21 Euro/kg plus 13,13 % KVP plus 15,66 Euro/kg                                                                              |                                         |
| Erhitzter Tabak (z. B. Iqos) | 15,66 Euro/kg plus 13,13 KVP % plus 80 % von ((11,71 Cent/Stück + 19,84 % des KVP) minus (15,66 Euro/kg + 13,13 % des KVP)) |                                         |
| Liquids (Substitute)         | 0,26 Euro/Milliliter |                                         |

Abkürzungen:
- KVP = Kleinverkaufspreis der zu versteuernden Ware (beispielsweise 32,5 Cent pro Zigarette bei einem Packungspreis von 6,50 Euro für eine 20er-Packung)
- USt = Umsatzsteuer (Mehrwertsteuer)

Anmerkungen:
- Die Höhe der Steuersätze und die Mindeststeuern sind in § 2 TabStG festgelegt.
- Der stückbezogene Steueranteil gilt bis zu einer Länge des Tabakstrangs von acht Zentimetern. Für Tabakstränge mit einer Länge von mehr als acht Zentimetern wird der stückbezogene Steueranteil je darüber hinaus begonnene drei Zentimeter erhoben.
- Die Mindeststeuer ergibt sich aus den einzelnen Absätzen des Steuertarifs (siehe Berechnungsbeispiel). Die Mindeststeuer kommt bei niedrigpreisigen Produkten zum Tragen und wird regelmäßig angepasst.
- Erhitzter Tabak: Für die Berechnung nach Nummer 1 entspricht hierbei der jeweils stückweise und einzeln portionierte Rauchtabak einer Zigarette (§ 2 Abs. 1 Nr. 5 TabStG).
- Gegen die Einführung und spätere Erhöhung der Steuer für E-Zigaretten hat das „Bündnis für Tabakfreien Genuss“ Verfassungsbeschwerde eingelegt. Die Beschwerde hat keine aufschiebende Wirkung.[11]

### Kleinverkaufspreis
Der Kleinverkaufspreis muss vom ersten Hersteller oder ersten Einführer durch Anmeldung (Vordruck 1684) bei der Steuerzeichenstelle Bünde (Außenstelle des Hauptzollamts Bielefeld) festgesetzt werden. Dieser Kleinverkaufspreis ist solange bindend, bis durch eine Änderungsmeldung ein neuer Preis festgesetzt wird. Wird eine Sorte aus dem Programm genommen, ist sie abzumelden und andere Unternehmen können den Kleinverkaufspreis neu festsetzen.
Beispiel: Firma Alfa-Tabak importiert die Marke „Kairo-Zigaretten“ und setzt mit erstmaliger Anmeldung den Verkaufspreis auf 6,50 EUR fest. Firma Beta-Tobacco importiert nun ebenfalls „Kairo-Zigaretten“ (gleiche Packungsgröße) und ist verpflichtet, diese ebenfalls zu 6,50 EUR zu verkaufen. Der Kleinverkaufspreis kann nur von Alfa-Tabak geändert werden; es sei denn, Beta-Tobacco weist nach, dass Alfa-Tabak seinen Verpflichtungen (Abmeldung) nicht nachgekommen ist.

### Berechnungsbeispiel
| Steuergegenstand      | Annahme                                                         | Berechnungsbeispiel | Mindeststeuer                                                                                     | Es gilt                         |
| --------------------- | --------------------------------------------------------------- | --- | ------------------------------------------------------------------------------------------------- | ------------------------------- |
| Zigaretten            | 20er Packung zu 8 Euro                                          | 20 Stück * 11,71 Cent = 2,342 Euro + 8 Euro * 19,84 % = 2,342 Euro + 1,5872 Euro = 3,93 Euro | 20 Stück * 24,163 Cent = 4,8326 Euro - 6,7223 Euro * 19 % = 4,8326 Euro - 1,2773 Euro = 3,56 Euro | Regelsteuersatz von 3,93 Euro   |
| Feinschnitt           | 40-Gramm-Packung zu 5,50 Euro                                   | 57,85 Euro/kg / 25 = 2,314 Euro + 17,2 % * 5,50 Euro = 2,314 Euro + 0,946 Euro = 3,26 Euro | 121,51 Euro/kg / 25 = 4,8604 Euro - 5,5 Euro * 19 % = 4,8604 Euro - 0,8782 Euro = 3,9822 Euro     | Mindeststeuersatz von 3,98 Euro |
| Zigarren / Zigarillos | Zigarre zu 5 Euro                                               | 1,4 Cent + 5 Euro * 1,47 % = 0,014 Euro + 0,0735 Euro = 0,09 Euro | 7,504 Cent - 4,20 Euro * 19 % = 0,075 Euro - 0,80 Euro = 0                                        | Regelsteuersatz von 0,09 Euro   |
| Pfeifentabak          | 50-g-Packung zu 10 Euro                                         | 15,66 Euro/kg / 20 = 0,783 Euro + 10 Euro * 13,13 % = 0,783 Euro + 1,313 Euro = 2,10 Euro | 26 Euro/kg / 20 = 1,30 Euro                                                                       | Regelsteuersatz von 2,10 Euro   |
| Wasserpfeifentabak    | 50-g-Packung zu 6 Euro                                          | 15,66 Euro/kg / 20 = 0,783 Euro + 6 Euro * 13,13 % = 0,783 Euro + 0,7878 Euro = 1,5708 Euro + 21 Euro/kg / 20 = 1,5708 Euro + 1,05 Euro = 2,62 Euro |                                                                                                   | Regelsteuersatz von 2,62 Euro   |
| Erhitzter Tabak       | 20er Packung zu 6 Euro bei einem Einzelgewicht von 6 g pro Heet | 15,66 Euro/kg / 8,3333 = 1,8792 Euro + 6 * 13,13 % = 1,8792 Euro + 0,7878 Euro = 2,667 Euro + 80 % von (Regelsteuersatzberechnung Zigaretten 2,342 Euro + 1,1904 Euro = 3,5324 Euro (100 %), 2,8259 Euro (80 %)) - (Regelsteuersatzberechnung Pfeifentabak 2,667 Euro (100 %), 2,1336 (80 %)) = 2,667 Euro (Pfeifentabak) + 2,8259 Euro (Zigaretten) - 2,1336 Euro (80 % Pfeifentabak) = 3,36 Euro |                                                                                                   | Regelsteuersatz von 3,36 Euro   |
| Elektrische Zigarette | 10 Milliliter                                                   | 2,60 Euro |                                                                                                   | Regelsteuersatz von 2,60 Euro   |

- Anmerkung: Ob der Regel- oder der Mindeststeuersatz anzuwenden sind, hängt vom Packungspreis ab. Die Ergebnisse sind kaufmännisch gerundet; dadurch kann das Ergebnis bei der zweiten Stelle nach dem Komma von einer amtlichen Berechnung abweichen.

## Steuererhöhungen 2002 bis 2015
Nach Tabaksteuererhöhungen in den Jahren 2002 und 2003 zur Finanzierung von Maßnahmen zur Terrorabwehr und drei Erhöhungen in den Jahren 2004 und 2005 zur finanziellen Unterstützung der Krankenkassen wurden 2010 weitere fünf Tabaksteuer-Erhöhungen beschlossen. Diese erfolgten zum 1. Mai 2011, 1. Januar 2012, 1. Januar 2013, 1. Januar 2014 und zum 1. Januar 2015. Die Tarife finden sich in § 2 TabStG.

## Steuererhöhungen ab 2022
Ab 2022 wird die Tabaksteuer in Einzelschritten bis 2027 erhöht. Die Erhöhungen für Zigaretten, Feinschnitt und Rauchtabak fallen jeweils moderat aus. Diese Art der Erhöhung wurde von verschiedenen Seiten kritisiert. Kleine Preisänderungen würden Raucher nicht zum Aufhören bewegen. Verschiedene Medien warfen dem Bundesministerium der Finanzen vor, mit dieser Vorgehensweise den Wünschen der Tabakindustrie gefolgt zu sein.
Gleichzeitig wurden Steuerzuschläge für Wasserpfeifentabak und für erhitzten Tabak und eine Steuer auf elektrische Zigaretten neu eingeführt. Die Zuschläge für erhitzten Tabak wurden vom EuGH mit Urteil vom 14. März 2024 als rechtmäßig erkannt (Az. C 336/22).

## Steuerentstehung
Das Ziel der Verbrauchsteuer ist die Besteuerung des Verbrauchs von verbrauchsteuerpflichtigen Waren. Aus Vereinfachungsgründen wird jedoch nicht auf den Zeitpunkt des Verbrauchs durch den einzelnen Konsumenten abgestellt, sondern auf den Zeitpunkt des Eintritts in den Wirtschaftskreislauf im deutschen Steuergebiet (§ 15 TabStG). Dafür gibt es Steuerlager, die vom zuständigen Hauptzollamt zugelassene Orte sind, an denen verbrauchsteuerpflichtige Waren unter Steueraussetzung hergestellt, bearbeitet oder verarbeitet, gelagert, empfangen oder versandt werden dürfen. Die Steuer entsteht bei der Entnahme aus dem Steuerlager.

## Steuerbefreiungen
Neben einigen besonderen Befreiungen nach § 30 Abs. 1 TabStV sind Waren, die als steuerfreie Deputate abgegeben werden (§ 30 Abs. 3 TabStV) von der Tabaksteuer befreit.
Ebenso sind Waren von der deutschen Tabaksteuer befreit, wenn sie zu privaten Zwecken aus anderen Ländern der EU in das deutsche Steuergebiet verbracht werden und folgende Richtmengen nicht überschreiten: 800 Zigaretten, 800 Stück erhitzter Tabak, 200 Zigarren, 400 Zigarillos oder ein Kilogramm Rauchtabak. Für Einreisen aus der Nicht-EU-Staaten gelten eingeschränkte Freimengen: 200 Zigaretten, 100 Zigarillos, 50 Zigarren, 250 g Rauchtabak (§ 2 EF-VO).
Die Freimenge für E-Zigaretten aus Nicht-EU-Ländern gilt bis zu einem Warenwert von 300 EUR, aus EU-Ländern sind 1 Liter, allerdings höchstens 10 Kleinverkaufspackungen steuerfrei.

## Steuerzeichen
Im Gegensatz zu anderen Verbrauchsteuerarten wird die Tabaksteuer durch Verwendung von deutschen Steuerzeichen (umgangssprachlich auch „Banderolen“ genannt) entrichtet (§ 17 TabStG). Unter „Verwendung“ ist das Anbringen der Steuerzeichen an den Kleinverkaufspackungen zu verstehen; sie sind so anzubringen, dass die Tabakwaren ohne sichtbare Beschädigung des Steuerzeichens oder der Packung nicht entnommen werden können und das Steuerzeichen auch nicht unbeschädigt abgelöst werden kann. Der Hersteller oder der Einführer hat die Steuerzeichen nach amtlich vorgeschriebenem Vordruck zu bestellen und darin die Steuerzeichenschuld selbst zu berechnen. Die Steuerzeichenschuld entsteht dann mit dem Bezug der Steuerzeichen in Höhe ihres Steuerwerts. Vereinfacht kann man sich den Vorgang wie den Kauf von Briefmarken vorstellen: Der Wert der gekauften „Steuermarken“ entspricht der Tabaksteuer. Wer pflichtwidrig die Verwendung der Steuerzeichen unterlässt und dadurch Steuern verkürzt, verwirklicht den objektiven Tatbestand der Steuerhinterziehung (Deutschland) (§ 370 Abs. 1 Nr. 3 Var. 1 AO). Wer Zigaretten in Verpackungen erwirbt, an denen ein gültiges Steuerzeichen nicht angebracht ist, kann sich insbesondere wegen Steuerhehlerei (§ 374 AO) strafbar machen. Wer solche Zigaretten vorsätzlich oder fahrlässig erwirbt, wird, soweit der einzelnen Tat nicht mehr als 1 000 Zigaretten zugrunde liegen, nur wegen der Ordnungswidrigkeit des Schwarzhandels mit Zigaretten nach § 37 TabStG und nicht wegen einer Steuerstraftat nach den §§ 369 bis 374 AO verfolgt.

## Entwicklung, Ziele und Wirkung der Tabaksteuer
Die Erhebung einer Tabaksteuer hat auch in Deutschland eine sehr lange Tradition. Die Idee, Tabakkonsum zu besteuern, geht auf König Jakob I. von England (1566–1625) zurück, der die Einführung einer Tabakabgabe von 2 Pence pro Pfund Tabak veranlasst hat. In Deutschland erhob die Stadt „Cölln“ seit 1638 eine Art Steuer, indem für jedes eingeführte Fass von 15 Zentnern Tabakblattgut sechs Thaler abgeführt werden mussten.
1819 belegte Preußen die Tabakfabrikanten mit einem Taler (drei Mark) pro Zentner Rohtabak. In den folgenden Jahrzehnten stiegen diese Abgaben nach und nach bis auf 45 Mark. 1906 wurde im Deutschen Reich die bis heute übliche „Banderolensteuer“ eingeführt. Diese betrug zunächst für billige Zigaretten 0,15 Pfennig pro Stück und für teurere Fünf-Pfennig-Zigaretten 0,5 Pfennig. In den folgenden 20 Jahren wurde diese Steuer bis auf 1,28 Pfennig beziehungsweise 2,32 Pfennig je Zigarette heraufgesetzt. Auch nach 1948 wurde weiter erhöht. So entfielen 1953 auf eine 7,5-Pfennig-Zigarette 4,15 Pfennig und auf eine Zehn-Pfennig-Zigarette 5,7 Pfennig Steuern. 1967 erhöhte die damalige CDU/SPD-Regierung den Steuersatz um rund zehn Prozent. 1972 folgte eine weitere Erhöhung zur Entlastung der Bundeskasse um zehn Milliarden Mark.
Zum 1. Juni 1982 folgte eine Erhöhung der Tabaksteuer für Fabrikzigaretten um 39 Prozent. Das war die bis dahin stärkste Anhebung seit es diese Steuer gibt. Nach den Berechnungen des Bundesfinanzministeriums sollte die Erhöhung bereits im ersten Jahr 1,4 Milliarden Mark Mehreinnahmen bringen. Tatsächlich ergab sich ein Fehlbetrag von rund 450 Millionen Mark, da die Konsumenten von Markenzigaretten nicht bereit waren, so viel Steuern mehr zu zahlen. Der Absatz sank schlagartig in den Monaten Juni, Juli und August gegenüber dem Vorjahr um nahezu 30 Prozent. Es entstand ein neuer Markt mit Billigmarken bei Discountern und Lebensmittelketten. Diese entwickelten eigene Marken wie „Die Weißen“ mit überdurchschnittlich hohen Nikotin- und Kondensat-Werten. Diese „No-Name“-Produkte machten bereits im Oktober 1982 sieben Prozent des Fabrikzigaretten-Geschäfts aus. Der Handel entlang der holländischen, belgischen und luxemburgischen Grenze erlitt Absatzeinbußen von bis zu 50 Prozent, weil die Zigaretten in den Nachbarländern nun deutlich billiger waren. Im Reiseverkehr kauften Bundesbürger neun Milliarden Zigaretten ein, doppelt so viel wie vor der Steuererhöhung. Als weiterer Gewinner galt Feinschnitt-Tabak, dessen Verkaufsmenge trotz 150-prozentiger Steuererhöhung um 50 Prozent stieg. Der Spiegel beurteilte die Folgen der Steuererhöhung fiskal- und gesundheitspolitisch daher negativ.
Zum 1. Januar 1992 kam es nach mehreren kleineren Anpassungen erneut zu einer Steuererhöhung. Der Finanzminister erhoffte sich zusätzliche Einnahmen von 1,6 Milliarden Mark aus der Erhöhung. Allerdings traf dies vor allem die einkommensschwächeren Raucher aus Ostdeutschland hart. Daher wichen auch dieses Mal die Konsumenten auf Billigmarken und selbstgedrehte Zigaretten aus. Außerdem bewirkte die Erhöhung eine Marktinnovation in Form von „Rolls“. Das waren Zigaretten, die durch Zusammenstecken von vorgerolltem Tabak und Hülle inklusive Filter entstanden, aber steuerlich wesentlich geringer belastet waren als fertige Zigaretten. Gleichzeitig führten die Preiserhöhungen die Verbraucher dazu, sich mit legaler und illegaler Importware aus Nachbarländern einzudecken. Das Steueraufkommen sank und erreichte erst 1994 wieder das Niveau vor der Steuererhöhung.
Zum 1. Januar 2002 und zum 1. Januar 2003 wurde die Tabaksteuer erneut erhöht, um mit den Mehreinnahmen die Bundeswehr im Kampf gegen den Terrorismus zu unterstützen. Zum 1. März 2004, 1. Dezember 2004 und 1. September 2005 erfolgten weitere Erhöhungen, um Teile der Gesundheitsreform zu finanzieren. Doch die Erwartungen der Politiker an steigende Einnahmen erfüllten sich zunächst nicht. Nach einer Studie des Hamburger Weltwirtschaftsinstituts (HWWI) stieg der Anteil der nicht versteuerten Zigaretten von 16 auf 20 Prozent in 2008. Das entsprach etwa 23 Milliarden Zigaretten, die in Deutschland nicht versteuert wurden und jährlich etwa vier Milliarden Euro Steuerverlust ausmachten.
Nach einem Lagebild der Zollfahndung zum Zigarettenschmuggel hatte die Erhöhung der Tabaksteuer kaum positive Effekte. Höhere Steuern verbinden Raucher „nicht mit gesundheitspolitischen oder fiskalischen Gründen“, sondern sie würden sich „noch bewusster entscheiden, auf illegale Zigaretten umzusteigen“. Die große Nachfrage sorge für ein höheres Angebot, leichtere Verfügbarkeit und unterlaufe die Bemühungen, Kindern und Jugendlichen den Zugang zum Tabak zu erschweren. Da Schmuggelware ohne staatliche Qualitätskontrolle produziert werde, sei sie gesundheitsschädlicher. Auch aus fiskalischen Gründen ergebe die Tabaksteuererhöhung keinen Sinn, denn trotz weiterer Erhöhungen nahm der Staat 2010 rund 300 Millionen Euro weniger Tabaksteuer ein als 2002. Der Absatz versteuerter Zigaretten sank zwischen 2003 und 2009 von rund 133 auf 87 Milliarden Stück. Die Differenz von rund 46 Milliarden Zigaretten werde überwiegend durch illegale Ware kompensiert.
2011 bis 2015 wurde die Tabaksteuer in fünf Schritten weiter erhöht, um Steuervereinfachungen zu finanzieren und energieintensive Betriebe bei der Ökosteuer zu entlasten. Begründet wurden die Steuererhöhungen mit rückläufigen Tabaksteuereinnahmen. Eine Umkehrung dieses Trends wurde wegen des rückläufigen Absatzes von versteuerten Tabakwaren mittelfristig nicht erwartet. Als Ursache dafür wurde das durch Schmuggel und legale Grenzeinkäufe konstant hohe Niveau unversteuerter Zigaretten angesehen. Weitere Gründe waren Ausweichbewegungen auf niedriger versteuerte Tabakwaren sowie Konsumverzicht und Rauchverbote.
Zur Umkehr des rückläufigen Steuertrends wurden Steuererhöhungen zum 1. Mai 2011, 1. Januar 2012, 1. Januar 2013, 1. Januar 2014 und 1. Januar 2015 beschlossen. Die Steuererhöhung wurde so ausgestaltet, dass die steuerliche Belastung von Feinschnitt stärker ansteigt als die steuerliche Belastung von Zigaretten. Bei Feinschnitt wurde zudem eine Umstellung bei der Mindeststeuer vorgenommen, die zu einer überproportionalen Steuerbelastung niedriger Preislagen führt. Durch diese Maßnahmen wird die Preisspreizung im Feinschnittbereich reduziert und gleichzeitig der Preisabstand zwischen Feinschnitt und Zigaretten verringert. Ausweichbewegungen der Konsumenten von der Zigarette auf Billigfeinschnitt werden damit unattraktiver. Flankiert wurden die vorgenannten Maßnahmen durch die Einführung einer Mindeststeuer bei Zigarren und Zigarillos. Damit soll verhindert werden, dass der Preisabstand von Zigaretten und Feinschnitt zu den sehr günstigen Zigarren und Zigarillos zu groß wird. Auch für Pfeifentabak wurde eine Mindeststeuer eingeführt, um die EU-weite Mindeststeuer für alle Preislagen im Pfeifentabakbereich einzuhalten. Die Steuererhöhungen sollen verhindern, dass die Konsumenten verstärkt auf den Schmuggel und legale Grenzeinkäufe ausweichen und dass die auf Ebene der Europäischen Union erreichten Anhebungen der Mindeststeuern, die zu einer Verringerung des Preisabstandes zwischen den einzelnen Mitgliedstaaten führen sollen, konterkariert werden. Gleichzeitig führen die Steuererhöhungen zu einer Stabilisierung und einem Anstieg der Einnahmen und tragen so zur Konsolidierung des Bundeshaushalts bei.
Im Rahmen der Steuererhöhungen 2002 bis 2005 ist das Problem mit Zigarettenschmuggel und organisierter Kriminalität entstanden. Dem Deutschen Zigarettenverband zufolge wurden 2019 14,8 Milliarden Zigaretten nicht versteuert. Dies wäre gegenüber 2013 ein starker Rückgang; Focus Online hatte von 21,7 Milliarden berichtet. Dabei ist aber zu beachten, dass lediglich 3,5 Milliarden dieser Zigaretten geschmuggelt sind; der Rest von 11,3 Milliarden Stück sei auf Urlaubs- und Grenzverkehr zurückzuführen und dementsprechend legal. Der Steuerschaden wird auf 758 Millionen Euro geschätzt.

## Gesundheitspolitik
Die Tabaksteuer ist Gegenstand einer zwiespältigen Betrachtung. Während das Gesundheitsministerium die Tabaksteuer als sogenannte Lenkungssteuer sieht, die eine Senkung des Tabakkonsums bewirken soll, hat das Finanzministerium ein Interesse an möglichst hohen Steuereinnahmen zur Deckung des Staatshaushalts.
In der Bundesrepublik Deutschland scheint die Erhöhung der Tabaksteuer zusammen mit der verstärkten Information der Raucher und der zunehmenden Rauchverbote an Arbeitsplätzen erfolgreich zu sein. Der Tabakkonsum ging stark zurück und viele Raucher hörten mit dem Rauchen auf. Ein kausaler Zusammenhang ist allerdings nicht nachweisbar.
Die Vermutung einer Lenkungswirkung der Tabaksteuererhöhung ist auch umstritten: Kritiker argumentieren, dass der nach einer Steuererhöhung verzeichnete Rückgang des Steueraufkommens womöglich nicht einen reduzierten Tabakkonsum anzeige, sondern lediglich eine verstärkte Verlagerung des Erwerbs der Tabakwaren in die an Deutschland angrenzenden Nachbarstaaten mit ihren zum Teil erheblich niedrigeren Preisen, insbesondere in Polen und Tschechien, in Form des persönlichen 'Eigenimports' im Rahmen der zollrechtlich erlaubten Mengen sowie in den enorm lukrativen Zigarettenschmuggel. Mit diesem Problem kämpfen auch Dänemark, Norwegen und Schweden, da dort die Tabaksteuer noch deutlich höher ist.
Andererseits ist im Zuge der Tabaksteuererhöhungen die Raucherquote bei 12- bis 17-Jährigen von 28 Prozent im Jahr 2000 auf 7,8 Prozent im Jahr 2015 gefallen. 2019 ging der Wert auf 5,6 Prozent zurück.
2021 argumentierte die Bundesregierung im Zuge der Debatte um eine neuerliche Erhöhung der Tabaksteuer, 500 Millionen Euro der so generierten Mehreinnahmen für die Prävention vor Tabakabhängigkeit einsetzen zu wollen. Allerdings verplante Bundesfinanzminister Olaf Scholz die Mehreinnahmen zunächst nur im Gesamthaushalt. Das Ministerium wertet die angekündigten Investitionen in die Gesundheitsvorsorge nur als eine „Protokollerklärung“. Über deren Umsetzung könne man erst in der Legislaturperiode 2022–2026 entscheiden.

## Das steuerfreie Deputat
Trotz umfassender Kritik u. a. des Bundesrechnungshofes gilt in Deutschland noch immer ein Gesetz, dem zufolge Zigarettenfirmen unversteuerten Rauchtabak als steuerfreies Deputat an ihre Arbeitnehmer abgeben dürfen. Die Bestimmung wurde in der Weimarer Republik eingeführt und sollte Diebstahl in den Firmen verhindern und den mageren Lohn der Arbeiter aufbessern. Aus vielerlei Hinsicht, vor allem aber aus gesundheitspolitischer Sicht ist dieses Gesetz zu hinterfragen. Der Rechnungsprüfungsausschuss des Deutschen Bundestags befasste sich mit dem Deputatlohn in seiner Sitzung am 18. Februar 2022.

## Jugendschutz
Nach der Drogenaffinitätsstudie 2016 der Drogenbeauftragten der Bundesregierung rauchen aktuell 7,8 Prozent der Jugendlichen im Alter von 12 bis 17 Jahren. Die Raucherquote liegt damit in dieser Altersgruppe auf dem niedrigsten Stand aller Studien, die die BZgA seit den 1970er Jahren durchgeführt hat. Gleichzeitig stieg die Zahl der Jugendlichen, die in ihrem Leben noch nie geraucht haben, weiter an und liegt nun mit 79,1 Prozent auf dem höchsten Stand. Auch unter den 18- bis 25-Jährigen ist die Raucherquote mit aktuell 26,2 Prozent weiter rückläufig, während die Nie-Raucherquote auf 38,8 Prozent angestiegen ist.

## Vergleich von Steuereinnahmen und gesellschaftlichen Kosten
Es wird kontrovers diskutiert, wie viel von der eingenommenen Tabaksteuer nach Abzug der finanziellen Verluste, die der Staat durch die vom Rauchen verursachten Schäden erleidet, noch übrig bleibt.

## Verbote
Für den Handel unter anderem verboten oder eingeschränkt sind:
- der Stückverkauf von Zigaretten (der Stückverkauf von Zigarren und Zigarillos ist unter bestimmten Voraussetzungen gestattet) (§ 25 TabStG);
- das Über- oder Unterschreiten des Kleinverkaufspreises (Preisbindung; ausgenommen ist die unentgeltliche Abgabe als Proben oder zu Werbezwecken, §§ 26 bis § 28 TabStG; der Kleinverkaufspreis wird vom Hersteller festgelegt, § 3 TabStG);
- Kopplungsverkauf (es dürfen keine anderen Waren beigelegt werden, § 24 und § 26 TabStG).